# Marele Orient al Italiei

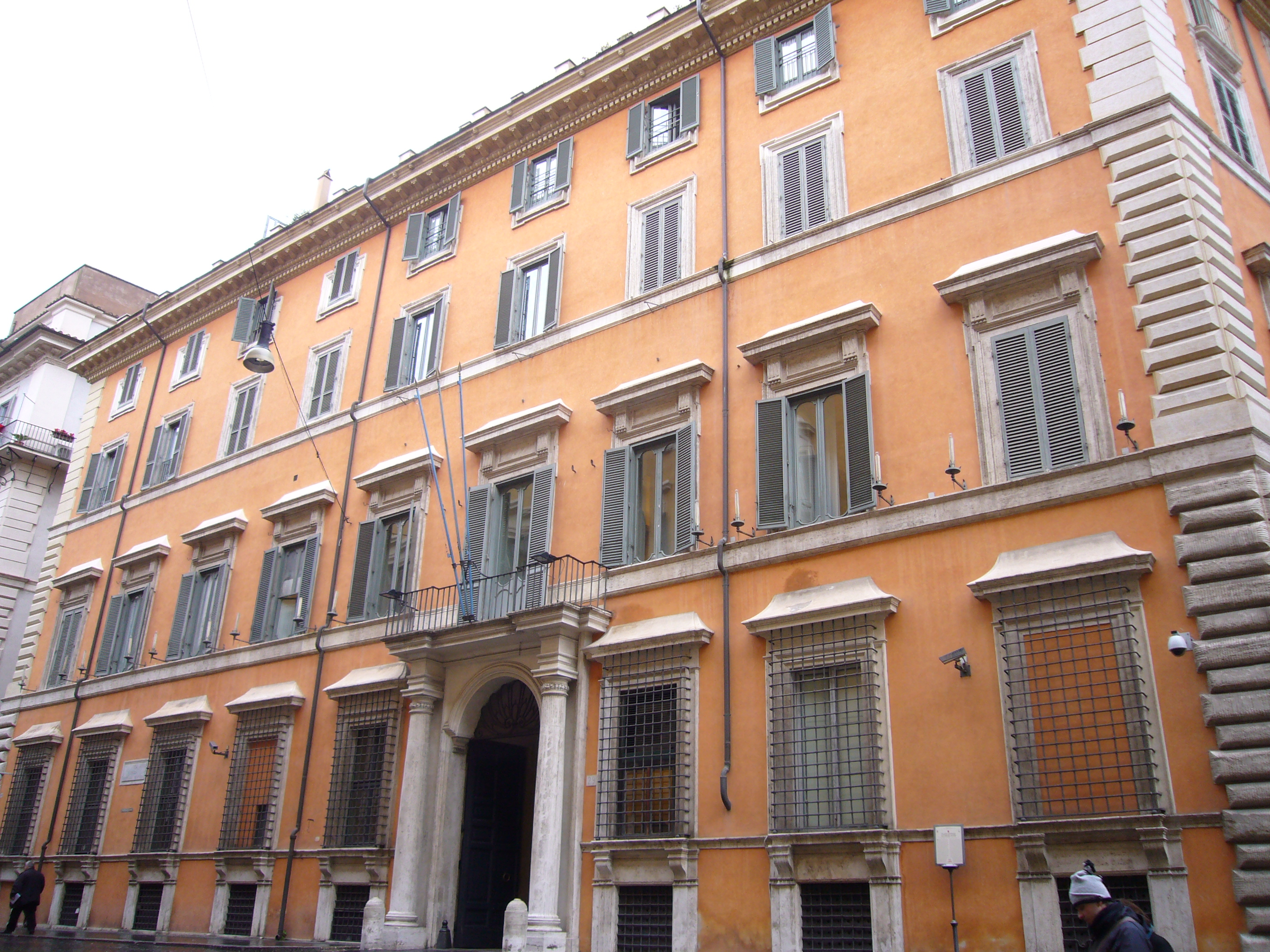
Palazzo Giustiniani, sediul actual al Marelui Orient al Italiei

Marele Orient al Italiei (italiană: Grande Oriente d'Italia, prescurtată GOI) este o organizație masonică fondată în 1805, în timpul lui Napoleon Bonaparte. Sediul actual se află la Palazzo Giustiniani, Roma, Italia, inaugurat la 21 aprilie 1901.  
În 1904, Ettore Ferrari , Mare Maestru al Marelui Orient al Italiei nou ales în această funcție, a marcat orientarea politică către stânga a obedienței ceea ce a dus la o schismă în 1908 cu Supremul Consiliu al Ritului Scoțian Antic și Acceptat, creînd Marea Lojă a Italiei. De asemenea în această perioadă a avut loc implementarea în Italia a obedienței mixte Dreptul uman. 
Deși numărul de masoni și loje era în plină creștere, în anul 1925 regimul fascist a  interzis francmasoneria în peninsulă și în colonii. Lucrările francmasonilor au continuat în exil, în special la Paris începând cu 1913 și în Spania în timpul războiului civil și câteodată în clandestinitate.
După cel de-al doilea război mondial, francmasoneria în Italia a fost redeșteptată cu ajutorul S.U.A. care a încurajat reapariția Ordinului. Reluarea vechilor conflicte interne din secolul al XIX-lea și de la început secolului XX, a împiedicat fuziunea obediențelor. Aceasta s-a întâmplat abia în 1961 când Marele Orient al Italiei s-a unit cu Marea Lojă a Italiei. 
În 1972 Marele Orient al Italiei este recunoscut ca regular de către Marea Lojă Unită a Angliei, însă   majoritatea marilor loji din America îl recunosc ca Mare Orient.
Celebra lojă Propaganda Due implicată în numeroase scandaluri politice, a fost sub obediența Marelui Orient al Italiei pînă în anul 1974 când a fost exclusă din Ordin.
Mari Maeștrii notabili ai Marelui Orient al Italiei au fost Giuseppe Garibaldi, Adriano Lemmi, Ettore Ferrari, Ernesto Nathan (fost primar al Romei), Giuseppe Mazzini, Lino Salvini.